# Audience of One
Audience of One (укр. Театр одного актора) — сингл американського панк-рок-гурту Rise Against з альбому Appeal to Reason. Сингл вийшов у 2009 році під лейблом Interscope Records.

## Відеокліп
У відео показано 8-річного хлопчика, що грає в «іграшковий світ». Музиканти порівнюють його з Джорджем Бушем. Протягом відео хлопець грає з різними об'єктами, які нагадують визначні події: високі ціни на газ, Війна в Іраку, поховання солдатів, Абу-Грейб, Ураган Катріна, знищення лісів, будинок викупу, і нелегальну імміграцію. Rise Against при цьому грають на фоні Білого дому президента США. Погравши в ігри, хлопець іде спати, зруйнувавши все те, що збудував.

## Чарти
| Чарт (2009)                      | Позиція |
| -------------------------------- | ------- |
| U.S. Billboard Alternative Songs | 4       |
| U.S. Billboard Rock Songs        | 16      |
| Canadian Hot 100                 | 59      |